# Adobe Dreamweaver
Adobe Dreamweaver es una aplicación informática destinada a la construcción, diseño y edición de sitios y aplicaciones Web basados en estándares. Fue creada por Macromedia y tras la desaparición de esta compañía pasó a manos de Adobe Systems.
Destacó su integración con otras herramientas como Adobe Flash y más recientemente, su soporte de los estándares del World Wide Web Consortium.
Hasta la versión MX, fue duramente criticado por su escaso soporte de los estándares de la web, ya que el código que generaba era con frecuencia solo válido para Internet Explorer y no se validaba como HTML estándar estricto. Esto se ha ido corrigiendo en las versiones posteriores.
Se vendía como parte de Adobe Creative Suite CS y, desde 2013, pasó de la venta al modelo de suscripción al integrarse en Adobe Creative Cloud CC.
La gran ventaja de este editor sobre otros es su gran poder de ampliación y personalización, puesto que sus rutinas (como insertar un hipervínculo, una imagen o añadir un comportamiento) están hechas en Javascript-C, lo que le ofrece una gran flexibilidad. Esto hace que los archivos del programa no sean instrucciones de C++ sino rutinas de Javascript lo que permite que los programadores y los editores web hagan extensiones para el programa según sus necesidades.
Las versiones iniciales de la aplicación se utilizaban como simples editores WYSIWYG. Sin embargo, las versiones más recientes soportan otras tecnologías web como CSS, JavaScript y algunos frameworks del lado del servidor.
Dreamweaver ha tenido un gran éxito desde finales de los años 1990 y actualmente mantiene el 90% del mercado de editores HTML. Esta aplicación está disponible tanto para la plataforma Mac como para Windows, aunque también se puede ejecutar en plataformas basadas en UNIX utilizando programas que implementan las API's de Windows, como Wine.
Como editor WYSIWYG que es, Dreamweaver permite ocultar el código HTML de cara al usuario y hace posible que alguien no entendido pueda crear páginas y sitios web fácilmente sin necesidad de escribir código. No obstante, Adobe ha aumentado el soporte CSS y otras maneras de diseñar páginas sin tablas en versiones posteriores de la aplicación, haciendo que se reduzca el exceso de código.
Dreamweaver permite al usuario utilizar la mayoría de los navegadores Web instalados en su ordenador para previsualizar las páginas web. También dispone de herramientas de administración de sitios dirigidas a principiantes como, por ejemplo, la habilidad de encontrar y reemplazar líneas de texto y código por cualquier tipo de parámetro especificado, hasta el sitio web completo. El panel de comportamientos también permite crear JavaScript básico sin conocimientos de código.
Con la llegada de la versión MX, Macromedia incorporó herramientas de creación de contenido dinámico en Dreamweaver. En lo fundamental de las herramientas HTML WYSIWYG, también permite la conexión a bases de datos como MySQL y Microsoft Access para filtrar y mostrar el contenido utilizando tecnología de script como, por ejemplo, ASP, ASP.NET, ColdFusion, JSP (JavaServer Pages) y PHP sin necesidad de tener experiencia previa en programación.
También podría decirse que, para un diseño más rápido y a la vez fácil, podría complementarse con Fireworks, donde se podría diseñar un menú u otras creaciones de imágenes (gif web, gif websnap, gif adaptable, jpeg calidad superior, jpeg archivo más pequeño, gif animado websnap) para un sitio web y después exportar la imagen creada y así utilizarla como una sola donde llevará los vínculos para dicho sitio.

## Características
Adobe Dreamweaver CC es una aplicación de diseño y desarrollo web que utiliza una superficie de diseño visual conocida como Live View, un editor de código con características estándar como resaltado de sintaxis, finalización de código y colapso de código y funciones más avanzadas como tiempo real, comprobación de la sintaxis e introspección de código para generar sugerencias de código para ayudar al usuario a escribirlo. Combinado con una variedad de herramientas de administración de sitios, Dreamweaver permite a sus usuarios diseñar, codificar y administrar sitios web y contenido móvil. Dreamweaver es un entorno de desarrollo integrado (IDE). Puedes vivir la vista previa de los cambios para el frontend. Dreamweaver se posiciona como una herramienta versátil de diseño y desarrollo web que permite la visualización del contenido web mientras se codifica.
Dreamweaver, al igual que otros editores de HTML, edita los archivos localmente y luego los carga en el servidor web mediante FTP , SFTP o WebDAV . Dreamweaver CS4 es compatible con el sistema de control de versiones Subversion (SVN) .
Desde la versión 5, Dreamweaver admite el resaltado de sintaxis para los siguientes idiomas de forma inmediata :
- ActionScript
- Active Server Pages (ASP)
- C#
- Hojas de estilo en cascada (CSS)
- Coldfusion
- Lenguaje de marcado de hipertexto extensible (XHTML)
- Lenguaje de marcado extensible (XML)
- Transformaciones de lenguaje de hojas de estilo extensibles (XSLT)
- Lenguaje de marcado de hipertexto (HTML)
- Java
- JavaScript
- PHP
- Visual Basic (VB)
- Visual Basic Script (VBScript)
- Lenguaje de marcado inalámbrico (WML)

La compatibilidad con las páginas Active Server (ASP) y JavaServer Pages se eliminó en la versión CC2015. 
Los usuarios pueden agregar su propio resaltado de sintaxis de idioma. Además, la finalización del código está disponible para muchos de estos idiomas.
Adobe Dreamweaver CS6 está disponible en los siguientes idiomas [6]: 
- Portugués brasileño
- Chino simplificado
- Chino tradicional
- Checo
- Neerlandés
- Inglés
- Francés
- Alemán
- Italiano
- Japonés
- Coreano (solo Windows)
- Polaco
- Ruso
- Español
- Sueco
- Turco

Algunas otras características que puedo mencionar de Dreamweaver son las siguientes: 
1. 1 Compatibilidad con CMS integrada

Ahora puedes tener una mayor compatibilidad de pruebas y creaciones de diversos marcos de trabajo de sistemas de gestión de contenido como WordPress, Joomla! y Drupal, interesante para aquellos blogueros que tienen que usar otros servicios y Dreamweaver a la vez.
1. 2 Inspección de CSS

Ahora podemos ver en detalle el modelo de cuadro de CSS y cambie las propiedades de CSS sin necesidad de leer el código ni utilizar otra utilidad, ya era hora de que el programa tuviera más participación en cuanto a CSS ya que por mucho que les cueste a muchos CSS ahora es lo que le da estilo a los sitios web, HTML la estructura solamente.
1. 3 Integración con Adobe BrowserLab

También contamos con la opción de poder utilizar Adobe BrowserLab que nos permitirá testear, de manera rápida y sencilla, nuestros sitios en diferentes versiones de navegadores. De esta manera, podremos ver en tiempo real como se representaría nuestro sitio en diversos navegadores web.
1. 4 Sugerencias de código de clase personalizada de PHP

Otro cambio muy importante al menos para los usuarios de páginas dinámicas unidas a bases de datos como PHP y Mysql porque hay sugerencias de código personalizadas de código PHP
1. 5 HTML5

En lo que se refiere a HTML5 y CSS3, Dreamweaver no los soporta en el modo de diseño, pero sí en vista previas en vivo. Vale la pena recordar, que estos dos estándares están aún en definición, razón por la cual la gente de Adobe no se ha decidido a implementar esta función en la vista de diseño, lo que no significa que sirva en la vista código ya que en esa parte si lo reconoce.

## Características específicas para los idiomas árabe y hebreo
Adobe Dreamweaver CS3 (el más antiguo) también cuenta con una versión del Medio Oriente que permite escribir texto en árabe, persa, urdu y hebreo (escrito de derecha a izquierda) dentro de la vista de código. Si el texto es totalmente de Oriente Medio (escrito de derecha a izquierda) o incluye texto en inglés y Medio Oriente (de izquierda a derecha y de derecha a izquierda), se mostrará correctamente.

## Resaltado de sintaxis
A partir de la versión 5, Dreamweaver admite el resaltado de sintaxis para los siguientes lenguajes por defecto:
- ActionScript
- Active Server Pages (ASP).
- ASP.NET (no se admiten en la versión CS4 - http://kb2.adobe.com/cps/402/kb402489.html)
- C#
- Cascading Style Sheets (CSS)
- ColdFusion
- Extensible HyperText Markup Language (XHTML)
- Extensible Markup Language (XML)
- Extensible Stylesheet Language Transformations (XSLT)

## Historial de versiones
| Proveedor  | Versión mayor | Versión menor/nombre alternativo | Fecha de publicación     | Notas                                               |
| ---------- | ------------- | -------------------------------- | ------------------------ | --------------------------------------------------- |
| Macromedia | 1.0           | 1.0                              | Diciembre de 1997        | Primer lanzamiento, solo para Mac OS.               |
| Macromedia | 1.0           | 1.2                              | Marzo de 1998            | Primera versión para Windows.                       |
| Macromedia | 2.0           | 2.0                              | Diciembre de 1998        |                                                     |
| Macromedia | 3.0           | 3.0                              | Diciembre de 1999        |                                                     |
| Macromedia | 3.0           | UltraDev 1.0                     | Junio de 2000            |                                                     |
| Macromedia | 4.0           | 4.0                              | Diciembre de 2000        |                                                     |
| Macromedia | 4.0           | UltraDev 4.0                     | Diciembre de 2000        |                                                     |
| Macromedia | 6.0           | MX                               | 29 de mayo de 2002       |                                                     |
| Macromedia | 7.0           | MX 2004                          | 10 de septiembre de 2003 |                                                     |
| Macromedia | 8.0           | 8.0                              | 13 de septiembre de 2005 |                                                     |
| Adobe      | 9.0           | CS3                              | 16 de abril de 2007      | Sustituye a Adobe GoLive en la serie Creative Suite |
| Adobe      | 10.0          | CS4                              | 23 de septiembre de 2008 |                                                     |
| Adobe      | 11.0          | CS5                              | 12 de abril de 2010      |                                                     |
| Adobe      | 11.5          | CS5.5                            | 12 de abril de 2011      |                                                     |
| Adobe      | 12.0          | CS6                              | 21 de abril de 2012      |                                                     |
| Adobe      | 13.0          | Creative Cloud                   | 17 de junio de 2013      |                                                     |
| Adobe      | 14.0          | CC 2014                          | 18 de junio de 2014      |                                                     |
| Adobe      | 15.0          | CC 2014.1                        | 6 de octubre de 2014     |                                                     |
| Adobe      | 16.0          | CC 2015                          | 16 de junio de 2015      |                                                     |
| Adobe      | 17.0          | CC 2017                          | 2 de noviembre de 2016   |                                                     |
| Adobe      | 18.0          | CC 2018                          | 19 de octubre de 2017    |                                                     |
| Adobe      | 19.0          | CC 2019                          | 15 de octubre de 2018    |                                                     |
| Adobe      | 19.1          | CC 2019                          | 1 de abril de 2019       |                                                     |
| Adobe      | 19.2.1 / 19.2 | CC 2019                          | Agosto y junio de 2019   |                                                     |
| Adobe      | 20.0          | CC 2019                          | Noviembre del 2019       |                                                     |
| Adobe      | 20.1          | CC 2020                          | Febrero del 2020         |                                                     |
| Adobe      | 20.2          | CC 2020                          | Junio del 2020           |                                                     |
| Adobe      | 21.0          | CC 2020                          | Octubre 2020             |                                                     |
| Adobe      | 21.1          | CC 2021                          | Febrero 2021             |                                                     |
| Adobe      | 21.2          | CC 2022                          | Febrero 2022             |                                                     |
| Adobe      | 21.3          | CC 2022                          | Junio del 2022           |                                                     |

| Color    | Significado                    |
| -------- | ------------------------------ |
| Rojo     | Versión antigua                |
| Amarillo | Versión antigua; soportada aún |
| Verde    | Versión actual                 |

## Requisitos del Sistema
Windows
- Procesador Intel® Pentium® 4 o AMD Athlon® de 64 bits.
- Microsoft® Windows® XP con Service Pack 2 (se recomienda Service Pack 3); Windows Vista® Home Premium, Business, Ultimate o Enterprise con Service Pack 1; o Windows 7.
- 512 MB de RAM.
- 1 GB de espacio disponible en el disco duro para la instalación; se necesita espacio libre adicional durante la instalación (no se puede instalar en dispositivos de almacenamiento flash extraíbles).
- Resolución de 1580 × 800 con tarjeta de vídeo de 16 bits.
- Java™ Runtime Environment 1.6 (incluido)
- Se necesita el software QuickTime 7.6.6 para la reproducción de contenido multimedia HTML5
- Este software no funcionará si no se activa. Es necesario disponer de conexión a Internet de banda ancha y registrarse para poder activar el software, validar suscripciones y acceder a servicios en línea.* No está disponible la activación por teléfono.

Mac
- Mac OS X v10.6.8 o v10.7. Adobe Creative Suite 5, 5.5 y las aplicaciones de CS6 son compatibles con Mac OS X Mountain Lion (v10.8) si se instalan en sistemas basados en Intel.**
- 512 MB de RAM.
- 1,8 GB de espacio disponible en el disco duro para la instalación; se necesita espacio libre adicional durante la instalación (no se puede instalar en un volumen que utilice un sistema de distinción entre mayúsculas y minúsculas en archivos, ni en dispositivos de almacenamiento flash extraíbles).
- Resolución de 1280 × 800 con tarjeta de vídeo de 16 bits.
- Java Runtime Environment 1.6.
- Unidad de DVD.
- Se necesita el software QuickTime 7.6.6 para la reproducción de contenido multimedia HTML5.
- Este software no funcionará si no se activa. Es necesario disponer de conexión a Internet de banda ancha y registrarse para poder activar el software, validar suscripciones y acceder a servicios en línea.* No está disponible la activación por teléfono.